# Sacharimetr

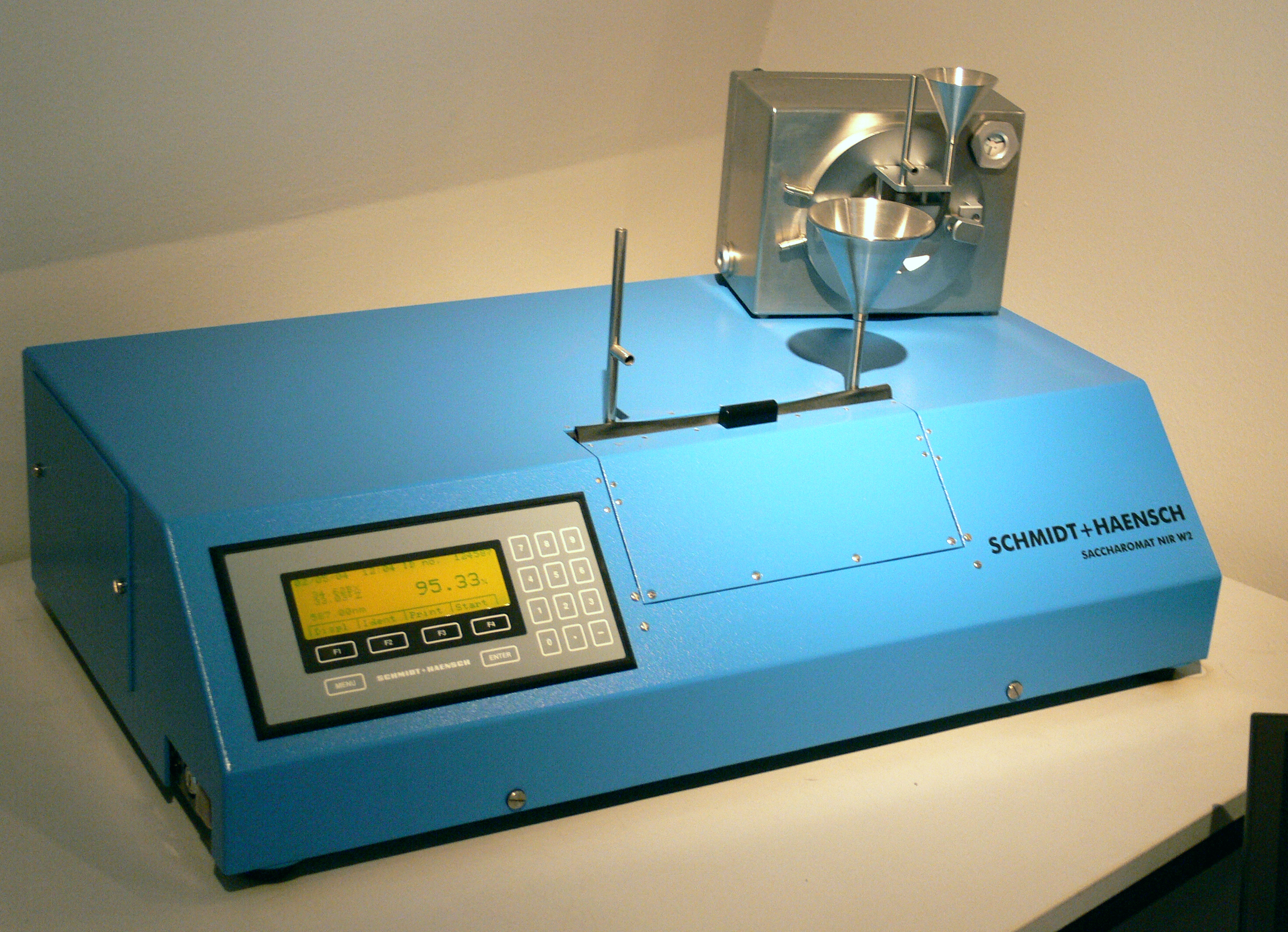
Digitální sacharimetr Schmidt + Haensch

Sacharimetr (sacharometr, cukroměr) je přístroj, který měří obsah cukru (sacharózy) ve vodném roztoku. Využívá toho, že rovina polarizovaného světla je cukerným roztokem stáčena úměrně jeho koncentraci.
To, že rovina polarizovaného světla je stáčena některými organickými roztoky, je známo již od počátku 19. století. Z 19. století také pocházejí první polarimetry.